# Miyazaki Hidekichi
Miyazaki Hidekichi (japanisch 宮崎 秀吉; * 22. September 1910 in Hamamatsu, Präfektur Shizuoka; † 23. Januar 2019 in Kyoto) war ein japanischer Seniorensportler (Läufer).
Miyazaki war der älteste Mensch der Welt, der regelmäßig an gewerteten offiziellen Leichtathletikveranstaltungen des nationalen Sportverbandes teilnahm und dort Spitzenplatzierungen errang. 2010 erzielte er mit 29,83 Sekunden einen Weltrekord im 100-Meter-Lauf in der Altersklasse der 100- bis 104-Jährigen. 2013 erreichte er mit 36,77 Sekunden eine Bestzeit für sein Alter.

## Leben
Miyazaki war ein Spätberufener und begann erst nach 2000 mit ernsthaft betriebener Leichtathletik. Im Alter von 92 Jahren begann er mit Kugelstoßen (3 kg). Mit 100, im Jahre 2010, lief er die 100 Meter als erster Mensch dieses Alters in einer offiziellen Wertung schneller als 30 Sekunden (29,83). Dieser Weltrekord der Altersklasse der 100–104-Jährigen wurde 2015 von Don Pellmann gebrochen.
Im Kugelstoßen erreichte er in den Kyoto Gold Masters 2013 eine Weite von 3,48 Metern. Mit 100 erreichte er 3,83 m, mit 101 dann sogar 4,02 m. Ein Jahr später in Saga erreichte er mit 102 Jahren 3,43 m.
Vor seiner Beschäftigung mit Leistungssport war Miyazaki häufig verletzt, er hatte mehrere Unfälle und war ernsthaft krank. 2007, im Alter von 97, lag er drei Monate mit gebrochenem Bein im Krankenhaus und war eine Zeitlang auf einen Rollstuhl angewiesen. Seine intensive Mitarbeit an den körperlichen Rehabilitationsübungen brachte ihn anschließend zum Interesse an der Leichtathletik.
Miyazaki maß 2013 in Kyoto 1,53 Meter und wog 42 Kilogramm.

## Jüngste Erfolge
Am 6. Oktober 2013 errang Miyazaki bei den International Gold Masters 2013 in Kyoto im Nishikyōgoku-Stadion mit 34,10 Sekunden eine neue persönliche Jahresbestzeit über 100 m.
Aufgrund eines gemessenen Rückenwindes von mehr als den erlaubten 2,0 m/s zählte diese Zeit jedoch nicht als offizieller Rekord des Leichtathletikverbandes. Seine offizielle Bestzeit für dieses Jahr lag daher weiterhin bei den 42,22 Sekunden, die er einen Monat davor bei den 34. japanischen Masters Athletics Championships in Saga erreicht hatte.
Bei den Kyoto Gold Masters war Miyazaki der älteste von etwa 870 Teilnehmern aus Japan und anderen Ländern, die alle über 45 Jahre alt waren. Die japanischen Gold Masters, eine Veranstaltung des japanischen Leichtathletikverbands, fanden zum 33. Mal statt und wurden 1980 von Oda Mikio ins Leben gerufen, der 1928 in Amsterdam Japans (und Ostasiens) erstes olympisches Gold in einem Einzelwettbewerb (im Dreisprung) geholt hatte.

## Ziele
In mehreren Interviews, die Miyazaki im Anschluss an die Veranstaltung in Kyoto 2013 gegeben hat, gab er als seine weiteren Ziele an:
- ein 100-m-Laufduell mit Usain Bolt, den gegenwärtigen Weltrekordhalter über 100 m (9,58 Sekunden), zu laufen,
- den Laufweltrekord über 100 m in der Altersklasse der 105- bis 109-Jährigen aufzustellen,
- zu erleben, dass Seniorenleichtathletik olympisch wird.